# جون غريدي
جون غريدي (بالإنجليزية: John Grady)‏ هو لاعب كرة قاعدة أمريكي، ولد في 18 يونيو 1860 في لوويل في الولايات المتحدة، وتوفي بنفس المكان في 15 يوليو 1893.

## وصلات خارجية
- جون غريدي على موقعبيزبول رفرنس.كوم (الدوري الرئيسي) (الإنجليزية)
- جون غريدي على موقعبيزبول رفرنس.كوم (الدوري الثانوي) (الإنجليزية)